# Roundwood
Roundwood (irisch An Tóchar; dt.: „Der Damm“) ist ein Dorf mit 907 Einwohnern (2022) im County Wicklow in Irland.

## Der Ort
Roundwood, historisch auch als Togher bekannt, befindet sich am Kreuzungspunkt der Regionalstraßen R755, R764 und R765. Die R755 ist die Hauptverkehrsstrecke von Dublin in das südlich gelegene Glendalough in den Wicklow Mountains. Mit einer Seehöhe von 238 m ist Roundwood eines der höchstgelegenen Dörfer in der Republik Irland.

## Wissenswertes
- Roundwood steht in enger Beziehung zu zwei irischen Präsidenten: Seán Ó Ceallaigh (1882–1966) lebte zeitweilig hier und Erskine Hamilton Childers (1905–1974) wurde auf dem Friedhof der Church of Ireland Derralossary nahe dem Dorf beerdigt.
- Die Vartry Reservoir Lakes befinden sich ganz in der Nähe. Die Stauseen wurden in den 1860er Jahren erbaut.
- Roundwood diente 1998 als Filmkulisse für das irische Filmdrama Der amerikanische Neffe mit Pierce Brosnan und Donal McCann in den Hauptrollen.
- Die Felsritzungen von Baltynanima befinden sich in einem Felsblock (englisch boulder) im Vorgarten eines Bungalows südlich von Roundwood.

## Partnerschaft
Roundwood hat eine Partnerschaft mit Spézet, einem Ort in der Bretagne in Frankreich.

## Persönlichkeiten
- Michael Kennedy (* 1949), Politiker